# Урусібара Юкі
Урусібара Юкі (яп. 漆原友紀; нар. 23 січня 1974) — японська манґака, малює манґу в жанрах містика й історія.

## Твори автора
- 2009 — Suiiki
- 2004 — The Labyrinth Cat
- 2004 — She Got off the Bus at the Peninsula
- 1999—2008 — Mushishi